# Фишер, Густав Адольф
Густав Адольф Фишер (Gustav Adolf Fischer) — немецкий путешественник и военный врач, исследователь Африки.

## Биография
В 1877 году отправился в экскурсию в южную часть страны галласов и в страну виту. Вместе с Денгардтами в 1878 году он производил исследование Тана.
До 1882 года жил в Занзибаре в качестве врача. Затем с субсидией от Гамбургского географического общества предпринял новое путешествие, во время которого от устьев Пангани прошёл всю страну масаи вплоть до озера Найваша. В этом путешествии он наблюдал вид попугаев, который в 1887 году был назван в его честь неразлучник Фишера (Agapornis fischeri).
В 1885 году он отправился на поиски за Казати, Эмин-Пашой и Юнкером. Дошёл до озера Виктория-Ньянца, но достигнуть местностей по верховьям Нила, куда вели следы разыскиваемых путешественников, ему не удалось, и он через Кавирондо, озеро Наиваша и Кикуйю возвратился в 1886 году в Занзибар.
Умер от тропической лихорадки.
Замечательные отчёты о путешествиях Фишера напечатаны в Mitteilungen der geographischen Gesellschaft in Hamburg (Jahrgg. 1876—77, 1882—83, 1885). Кроме того, он написал: «Mehr Licht im dunkeln Weltteil» (Гамбург, 1885).